# 吳晉淮
吳晉淮（1916年6月8日—1991年5月21日），台灣歌謠作曲家及臺語歌手，創作二百多首歌曲，臺語、日語各半，如《關仔嶺之戀》、《暗淡的月》、《可愛的花蕊》、《月娘半屏圓》、《五月花》、《船上月夜》、《冰點》、《情人的腳步聲》、《愛情的力量》、《恰想也是你一人》、《你愛相信我》、《阿爸原諒我》、《嫁不對人》、《不想伊》、《講什麼山盟海誓》、《六月割菜假有心》等歌曲。

## 生平
1916年(大正5年) 6月8日，吳晉淮生於嘉義廳鹽水港支廳查畝營區火燒店庄（今臺南市柳營區人和里）。父親吳班是農民出身，而後克勤克儉，貸地為業而致富。
吳晉淮自小喜愛音樂，自柳營公學校畢業後，不顧家人反對，暗中與好友郭清泉冒险坐船前往日本學習音樂。到了日本，兩人舉目無親，走投無路。所幸遇到1位正在明治大學讀書的遠房親戚，在這名親戚的幫助下，兩人才得以在1929年進入東京立教中學就讀。就讀立教中學三年級時，吳晉淮迷上了古典吉他。
中學畢業後，當時吳晉淮的二哥吳進益正在日本當醫生，他希望吳晉淮也能學醫，於是安排吳晉淮到日本慶應大學醫學院讀書。
1933年，吳晉淮無法抑制對音樂的熱愛，瞞著家人，放棄學醫，進入日本歌謠學院就讀，主修歌謠理論、聲學和對位學等課程，奠定了日後音樂創作的基礎，這是吳晉淮一生中最大的轉捩點。
當時，他师从於日本昭和時代歌謠界的代表性人物古賀正男。古賀正男是吉他指導教授，吳晉淮因此習得一手精湛的吉他技法。日後，吉他成為吳晉淮音樂創作的主要樂器，而古賀正男的曲風親和力強，貼近庶民生活，寫出了基層小人物的情感與心聲，這些特點深深的影響著吳晉淮往後的音樂創作。自日本歌謠學院畢業後，以「矢口幸男」(矢口為吳的拆字)為藝名正式開始在日本登台演唱。
1941年，太平洋戰爭爆發，吳晉淮被迫中斷演唱事業。戰爭期間吳晉淮被動員到「中島飛機製造會社」製造飛機，幫忙拿鉗子等工具給機械師傅。中島機場因為是軍事設施，飽受盟軍猛烈的轟炸，許多同伴皆不幸喪命，吳晉淮流離失所，四處逃難，身上所有的證件都遺失。戰爭結束後，吳晉淮以「矢口晉」為藝名，巡迴日本演唱兩年，並為唱片公司作曲。並與日本人佐野博、條原寬組成「拉丁三人組合唱團」，以吉他為伴奏，巡迴日本各地演唱十幾年，深受歡迎。
1956年，吳晉淮的母親過世，因他在戰亂中遺失所有的證件，無法及時回台奔喪，成為他一輩子的遺憾。於隔年（1957年），回到已離開24年的故鄉─台灣。不過，在1961年之前，吳晉淮表演事業的重心仍在日本，常常需要台灣、日本兩地奔波。(他曾在日本古倫美亞公司灌錄了3張日語唱片，其中以《並木一粒星》在日本最為有名。)
1957年3月，吳晉淮與友人同遊台南縣關仔嶺，旅館的年輕女服務生對吳晉淮特別照顧，讓他心生「阿娘啊對阮有情意」的浪漫情懷，於是譜下《關仔嶺之戀》的曲子(陳行昌作詞)。同年，吳晉淮與作詞家葉俊麟合作寫下《暗淡的月》，兩曲成為吳晉淮最早的代表作。1960年代初期，台灣本土音樂創作者在自我覺醒下，創作多首台灣歌謠，吳晉淮是此風潮下的代表人物之一。在台灣1960年代，吳晉淮除了是作曲家，亦是歌手，在亞洲唱片公司出版數張唱片。
1961年，吳晉淮與21歲的高瑜鴻相戀。隔年4月，兩人跨越24歲的年齡障礙，牽手結婚。之後吳晉淮在台開設「吳晉淮音樂研習社」教授歌唱，承襲日本嚴格的教學方式，所教過的學生，如郭金發、蔡一紅、陳芬蘭、蕭麗珠、陽光、良山、黃乙玲，均在歌壇上嶄露頭角。
到了1980年代，吳晉淮的作曲創作進入另一個高峰，受唱片公司之邀，為洪榮宏寫下《望你聽我勸》、《愛情的力量》、《恰想也是你一人》、《你愛相信我》、《嫁不對人》；為江蕙自譜詞曲寫下《不想伊》、《薄情郎》；為黃乙玲寫下《講什麼山盟海誓》、《六月割菜假有心》等曲。
1984年，原在北投那卡西唱歌養家，15歲的黃乙玲被吳晉淮收為關門弟子，吳晉淮與高瑜鴻夫婦將黃乙玲視如己出，耐心栽培黃乙玲，教授她正統的歌唱技巧，並積極的為她找尋唱片公司。在被幾家唱片公司拒絕之後，吳晉淮說服歌林唱片為黃乙玲發行第一張個人專輯《講什麼山盟海誓》。《講什麼山盟海誓》大賣，開啟了黃乙玲往後幾十年的歌唱事業。
1986年後，吳晉淮不堪身體勞累，逐漸淡出藝界。四年後，吳晉淮在台北城光教會受洗，正式成為基督徒。
1991年5月12日，吳晉淮因急性肺炎住進淡水馬偕醫院，21日病逝，享壽74歲，葬於台南縣白河鎮員山木屐寮。

## 紀念
- 1996年，台南縣政府在柳營鄉尖山埤水庫風景區塑立吳晉淮的銅像，以表彰他對台灣本土文化的貢獻。該銅像後來在2016年遷到吳晉淮故居展示。
- 2004年，台南縣政府在關仔嶺的嶺頂公園，設立吳晉淮廣場，廣場的中央豎立著吳晉淮抱著吉他的銅像及紀念碑，在銅像周圍的環狀地磚上，刻下《關仔嶺之戀》的五線曲譜及歌詞，現場亦可播放由吳晉淮本人演唱的《關仔嶺之戀》。
- 2010年5月，吳晉淮位在台南縣柳營鄉的故居開工動土將整建為吳晉淮音樂紀念館，2012年6月完工，於9月28日啟用，紀念館裡展示吳晉淮的樂譜手稿、吉他及相關文物。
- 現在台糖新營糖廠，目前行駛懷舊勝利號五分車，五分車之旅從新營中興站到火燒店站全長2.5公里，行程中在五分車上會播放由吳晉淮所創作的台語老歌，小火車停靠的火燒店車站就位於柳營鄉火燒店的吳晉淮故居。

## 作品

### 作曲
1950年代後期~1970年代
- 《關仔嶺之戀》 （页面存档备份，存于） (陳行昌作詞)
- 《暗淡的月》（页面存档备份，存于） (葉俊麟作詞)
- 《可愛的花蕊》(許丙丁作詞)
- 《慕情音調》(周添旺作詞)
- 《寶島新娘》(葉俊麟作詞)
- 《南蠻夜曲》(鄭志峰作詞)、
- 《月娘半屏圓》(呂金守作詞)、
- 《絕望的愛》(葉俊麟作詞)
- 《五月花》（页面存档备份，存于） (許天賜作詞)
- 《冰點》（页面存档备份，存于） (許天賜作詞，蔡一紅演唱)
- 《船上月夜》（页面存档备份，存于） (莊啟勝作詞)
- 《秋夜送出帆》（页面存档备份，存于） (周添旺作詞，丁黛演唱)
- 《情人的腳步聲》 (陳俊碩作詞，丁黛演唱)

1980年代
- 《望你聽我勸》(吳晉淮作詞作曲，洪榮宏演唱)
- 《愛情的力量》 (蔣錦鴻作詞，洪榮宏演唱)
- 《恰想也是你一人》 （页面存档备份，存于） (蔣錦鴻作詞，洪榮宏演唱)
- 《你愛相信我》(蔣錦鴻作詞，洪榮宏演唱)
- 《嫁不對人》（页面存档备份，存于） (高瑜鴻/陳國德作詞，洪榮宏演唱)
- 《阿爸原諒我》 （页面存档备份，存于） (吳晉淮作詞作曲，洪榮宏演唱)
- 《不想伊》（页面存档备份，存于） (吳晉淮作詞作曲，江蕙演唱)
- 《薄情郎》（页面存档备份，存于） (吳晉淮作詞作曲，江蕙演唱)
- 《講什麼山盟海誓》（页面存档备份，存于） (陳國德作詞，黃乙玲演唱)
- 《六月割菜假有心》 (陳國德作詞，黃乙玲演唱)
- 《請你著諒解》(蔣錦鴻作詞，黃乙玲演唱)
- 《船過水無痕》（页面存档备份，存于） (陳國德作詞，黃乙玲演唱)
- 《心愛免悲傷》(陳國德作詞，黃乙玲演唱)
- 《無穩定的愛》（页面存档备份，存于） (全家慧作詞，黃乙玲演唱)

### 演唱
- 1960年代，吳晉淮以歌手身份，在亞洲唱片公司，出版過的歌曲，如《關仔嶺之戀》（页面存档备份，存于）

、《暗淡的月》（页面存档备份，存于）
、《港都夜雨》 （页面存档备份，存于）(原唱)、《可愛的花蕊》（页面存档备份，存于）
、《港口情歌》（页面存档备份，存于）
、《船上月夜》（页面存档备份，存于）
、《碧潭假期》
、《夫人請原諒》
、《春滿不夜城》
、《流浪的吉普賽姑娘》（页面存档备份，存于）
、《愛爾蘭的鄉村姑娘》（页面存档备份，存于）
等。 
- 吳晉淮典藏集(1) 亞洲唱片出版（页面存档备份，存于）
- 吳晉淮典藏集(2) 亞洲唱片出版（页面存档备份，存于）
- 《吳晉淮音樂作品集》台南縣政府出版1993年
- 《吳晉淮紀念專輯》台南縣政府出版1993年

## 相關景點
- 位於台南縣柳營鄉尖山埤水庫的吳晉淮雕像
- 位於台南縣白河鎮關仔嶺-嶺頂公園的吳晉淮廣場，吳晉淮銅像及紀念碑（页面存档备份，存于）
- 位於台南縣柳營鄉的吳晉淮故居[]
- 台南縣新營鐵道文化園區-五分車之旅[]